# Киттим
Киттим (כתים, כתײם, в Септ. χεττείν, χεττείμ, κητιοί, κιττιοί, у Флавия χεθιμ, по-финик. כת и כתי) — один из сынов Иавана и внук Иафета, название народности, упоминаемой в Библии вместе с Элишей, Таршиш и Доданим (Роданим) среди сыновей Явана (греков).
Считается уже со времени Иосифа Флавия, что киттим означает остров Кипр, где финикийский город Китион Κίτιον (Κέτιον), или Κίττιον (на южном берегу), играл видную роль. Этот остров, первоначальное население которого составляли выходцы из западной части Малой Азии, очень рано стал населяться финикийцами.
Существование живой связи между киттима и Финикией предполагается в пророчестве Исаии, где жителям Тира и Сидона предсказывается, что и переселившись в киттим, они не найдут покоя.
В Библии говорится об островах киттима, из чего явствует, что в позднейшее время имя киттима имело более обширное значение. У Иеремии киттим, как собирательное обозначение западных (от Эрец-Исраэль) стран, противопоставлено קדר, как общему названию стран, лежащих на востоке (от Эрец-Исраэль).
Рано появились на острове Кипр и греки, вот почему он имеет отношение к Явану. В Первой книге Маккавейской, киттим обозначает македонян. В апокрифических книгах под названием Киттим имеются ввиду македоняне, а в книге пророка Даниила, может быть, даже римлян.
Таким образом, в более позднее время имя киттим стало общим обозначением (европейских) народов, живших на островах и берегах Средиземного моря.